# Emanuel Dening
Fernando Emanuel Dening (Goya, Provincia de Corrientes, Argentina; 14 de diciembre de 1988) es un futbolista argentino. Se desempeña como delantero centro y su equipo actual es San Miguel, de la Primera Nacional de Argentina.

## Trayectoria
Antes de iniciar su vida futbolística, Emanuel jugaba al básquet. Según él, tenía mucho futuro en dicho deporte, pero se decidió por el fútbol ya que no era lo bastante alto.
Se inició en las inferiores de Huracán de Goya, Corrientes. De allí pasaría a conjunto "Leproso".
En 2009 debutó en el Club Atlético Newell's Old Boys de Argentina, en la victoria Leprosa, por 1 a 0 sobre Club Atlético Independiente, ingresando en el minuto 74 de juego. Se destaca por su velocidad y gambeta, no suele llegar hasta la definición, sino que su juego se basa más en el armado y la asistencia de cara al gol. El 9 de agosto de 2014 fue titular ante Argentinos Juniors, recién descendido de la Primera División, teniendo un buen partido, con remates al arco y desequilibrando a la defensa de Argentinos, siendo apodado por el relator Juan Manuel "Bambino" Pons, como "El demonio Negro".
El 16 de julio de 2014 le hace un gol a Boca Juniors luego de un contraataque.
El 9 de agosto de 2014 Boca Unidos visita a Argentinos Juniors en su cancha para lo que significaba el debut de Juan Román Riquelme en dicho equipo, pero a los 23 minutos del segundo tiempo este le proporciona un manotazo a Dening.
Finaliza el año 2015 marcando 11 goles para Boca Unidos, siendo el goleador.
Hacia comienzos de 2016 es fichado por San Martín (SJ), finalizando el torneo con 6 anotaciones en 16 partidos disputados. Al finalizar la temporada termina siendo el segundo goleador del equipo con 6 goles en 16 partidos, anotando contra Newells, Aldosivi, Lanús, Unión, Atlético de Rafaela y Temperley.
En julio de 2017 es fichado por el Yeni Malatyaspor, equipo recientemente ascendido a Superliga Turca.

## Estadísticas

### Clubes
Actualizado de acuerdo al último partido jugado el 21 de junio de 2025.
| Club                           | Div.          | Temporada     | Liga  | Liga  | Liga   | Copas nacionales | Copas nacionales | Copas nacionales | Torneos internacionales | Torneos internacionales | Torneos internacionales | Total | Total | Total  |
| Club                           | Div.          | Temporada     | Part. | Goles | Asist. | Part.            | Goles            | Asist.           | Part.                   | Goles                   | Asist.                  | Part. | Goles | Asist. |
| ------------------------------ | ------------- | ------------- | ----- | ----- | ------ | ---------------- | ---------------- | ---------------- | ----------------------- | ----------------------- | ----------------------- | ----- | ----- | ------ |
| Newell's Old Boys Argentina    | 1.ª           | 2009-10       | 14    | 0     | 0      | —                | —                | —                | —                       | —                       | —                       | 14    | 0     | 0      |
| Newell's Old Boys Argentina    | Total club    | Total club    | 14    | 0     | 0      | 0                | 0                | 0                | 0                       | 0                       | 0                       | 14    | 0     | 0      |
| Guillermo Brown (PM) Argentina | 2.ª           | 2011-12       | 1     | 0     | 0      | —                | —                | —                | —                       | —                       | —                       | 1     | 0     | 0      |
| Guillermo Brown (PM) Argentina | Total club    | Total club    | 1     | 0     | 0      | 0                | 0                | 0                | 0                       | 0                       | 0                       | 1     | 0     | 0      |
| Central Córdoba (R) Argentina  | 3.ª           | 2011-12       | 6     | 1     | 0      | —                | —                | —                | —                       | —                       | —                       | 6     | 1     | 0      |
| Central Córdoba (R) Argentina  | Total club    | Total club    | 6     | 1     | 0      | 0                | 0                | 0                | 0                       | 0                       | 0                       | 6     | 1     | 0      |
| Huracán (G) Argentina          | 4.ª           | 2012-13       | 23    | 13    | 1      | 2                | 2                | 0                | —                       | —                       | —                       | 25    | 15    | 1      |
| Huracán (G) Argentina          | 4.ª           | 2013-14       | 23    | 13    | 1      | 2                | 2                | 0                | —                       | —                       | —                       | 25    | 15    | 1      |
| Huracán (G) Argentina          | Total club    | Total club    | 23    | 13    | 1      | 2                | 2                | 0                | 0                       | 0                       | 0                       | 25    | 15    | 1      |
| C. A. Boca Unidos Argentina    | 2.ª           | 2013-14       | 17    | 4     | 0      | —                | —                | —                | —                       | —                       | —                       | 17    | 4     | 0      |
| C. A. Boca Unidos Argentina    | 2.ª           | 2014          | 18    | 0     | 0      | —                | —                | —                | —                       | —                       | —                       | 18    | 0     | 0      |
| C. A. Boca Unidos Argentina    | 2.ª           | 2015          | 35    | 6     | 1      | 1                | 0                | 0                | —                       | —                       | —                       | 36    | 6     | 1      |
| C. A. Boca Unidos Argentina    | Total club    | Total club    | 70    | 10    | 1      | 1                | 0                | 0                | 0                       | 0                       | 0                       | 71    | 10    | 1      |
| San Martín (SJ) Argentina      | 1.ª           | 2016          | 16    | 6     | 1      | 1                | 0                | 0                | —                       | —                       | —                       | 17    | 6     | 1      |
| San Martín (SJ) Argentina      | 1.ª           | 2016-17       | 25    | 5     | 6      | —                | —                | —                | —                       | —                       | —                       | 25    | 5     | 6      |
| San Martín (SJ) Argentina      | 1.ª           | 2018-19       | 9     | 0     | 0      | 2                | 1                | 0                | —                       | —                       | —                       | 11    | 1     | 0      |
| San Martín (SJ) Argentina      | Total club    | Total club    | 50    | 11    | 7      | 3                | 1                | 0                | 0                       | 0                       | 0                       | 53    | 12    | 7      |
| Yeni Malatyaspor Turquía       | 1.ª           | 2017-18       | 22    | 2     | 4      | 4                | 3                | 0                | —                       | —                       | —                       | 26    | 5     | 4      |
| Yeni Malatyaspor Turquía       | Total club    | Total club    | 22    | 2     | 4      | 4                | 3                | 0                | 0                       | 0                       | 0                       | 26    | 5     | 4      |
| Cerro Porteño Paraguay         | 1.ª           | C-2018        | 3     | 0     | 0      | —                | —                | —                | —                       | —                       | —                       | 3     | 0     | 0      |
| Cerro Porteño Paraguay         | Total club    | Total club    | 3     | 0     | 0      | 0                | 0                | 0                | 0                       | 0                       | 0                       | 3     | 0     | 0      |
| C. A. Tigre Argentina          | 2.ª           | 2019-20       | 17    | 8     | 3      | 1                | 0                | 0                | 1                       | 0                       | 0                       | 19    | 8     | 3      |
| C. A. Tigre Argentina          | Total club    | Total club    | 17    | 8     | 3      | 1                | 0                | 0                | 1                       | 0                       | 0                       | 19    | 8     | 3      |
| Enosis Neon Paralimni Chipre   | 1.ª           | 2020-21       | 34    | 5     | 2      | 1                | 0                | 0                | —                       | —                       | —                       | 35    | 5     | 2      |
| Enosis Neon Paralimni Chipre   | Total club    | Total club    | 34    | 5     | 2      | 1                | 0                | 0                | 0                       | 0                       | 0                       | 35    | 5     | 2      |
| Agropecuario Argentina         | 2.ª           | 2021          | 16    | 8     | 2      | —                | —                | —                | —                       | —                       | —                       | 16    | 8     | 2      |
| Agropecuario Argentina         | 2.ª           | 2022          | 35    | 7     | 1      | 3                | 1                | 0                | —                       | —                       | —                       | 38    | 8     | 1      |
| Agropecuario Argentina         | Total club    | Total club    | 51    | 15    | 3      | 3                | 1                | 0                | 0                       | 0                       | 0                       | 54    | 16    | 3      |
| San Martín (T) Argentina       | 2.ª           | 2023          | 35    | 15    | 3      | 2                | 1                | 0                | —                       | —                       | —                       | 37    | 16    | 3      |
| San Martín (T) Argentina       | Total club    | Total club    | 35    | 15    | 3      | 2                | 1                | 0                | 0                       | 0                       | 0                       | 37    | 16    | 3      |
| Şanlıurfaspor S. K. Turquía    | 2.ª           | 2023-24       | 17    | 3     | 5      | —                | —                | —                | —                       | —                       | —                       | 17    | 3     | 5      |
| Şanlıurfaspor S. K. Turquía    | Total club    | Total club    | 17    | 3     | 5      | 0                | 0                | 0                | 0                       | 0                       | 0                       | 17    | 3     | 5      |
| C. A. Patronato Argentina      | 2.ª           | 2024          | 19    | 7     | 4      | —                | —                | —                | —                       | —                       | —                       | 19    | 7     | 4      |
| C. A. Patronato Argentina      | Total club    | Total club    | 19    | 7     | 4      | 0                | 0                | 0                | 0                       | 0                       | 0                       | 19    | 7     | 4      |
| C. A. San Miguel Argentina     | 2.ª           | 2025          | 18    | 4     | 2      | —                | —                | —                | —                       | —                       | —                       | 18    | 4     | 2      |
| C. A. San Miguel Argentina     | Total club    | Total club    | 18    | 4     | 2      | 0                | 0                | 0                | 0                       | 0                       | 0                       | 18    | 4     | 2      |
| Total carrera                  | Total carrera | Total carrera | 380   | 94    | 35     | 17               | 8                | 0                | 1                       | 0                       | 0                       | 398   | 102   | 35     |
| 1. 2. 3.                       |               |               |       |       |        |                  |                  |                  |                         |                         |                         |       |       |        |